# Jin Ye-sol
Jin Ye-sol (en hangul, 진예솔; 24 de septiembre de 1985) es una actriz surcoreana.

## Carrera
Fue elegida como embajadora de la marca "My Cherie Closet" (MCC).
En mayo de 2020 se anunció que se anunció que se uniría al elenco principal de la película Way Station, donde dará vida a Hye Sun, una mujer que desea la felicidad de su amiga Ji Ah (Kim Jae-kyung) más que nadie.

## Filmografía

### Series de televisión
| Año     | Título                      | Papel                                | Canal | Ref.                 |
| ------- | --------------------------- | ------------------------------------ | ----- | -------------------- |
| 2009    | Temptation of an Angel      | Shin Hyun-ji                         | SBS   |                      |
| 2009-10 | Loving You a Thousand Times | Park Soo-jeong                       | SBS   | [ 3 ]                |
| 2010    | OB & GY                     | Soo-ah                               | SBS   | [ 4 ]                |
| 2010-11 | Pure Pumpkin Flower         | secretaria de Kang Joon-seon         | SBS   |                      |
| 2011    | New Tales of Gisaeng        | Jin Joo-ah                           | SBS   |                      |
| 2011    | 49 Days                     | Ma Soon-jeong                        | SBS   |                      |
| 2012    | Queen In-hyun's Man         | Yoon-wol                             | tvN   | [ 5 ] [ 6 ]          |
| 2012    | It Was Love                 | Joo Kyung-eun                        | MBC   | [ 7 ] [ 8 ] [ 9 ]    |
| 2012-13 | Can We Get Married?         | Han Chae-young                       | JTBC  | [ 10 ]               |
| 2013    | Love in Her Bag             | Yoo Ah-ra                            | JTBC  | [ 11 ]               |
| 2014    | Witch's Romance             | Jung Young-chae (cameo)              | tvN   |                      |
| 2014-15 | Birth of a Beauty           | Lee Min-young                        | SBS   | [ 12 ] [ 13 ]        |
| 2015    | Great First Wives           | Jo Soo-jeong                         | MBC   | [ 14 ] [ 15 ]        |
| 2016    | Monster                     | Park So-hee                          | MBC   |                      |
| 2016    | You Are a Gift              | Kang Se-ra                           | SBS   | [ 16 ] [ 17 ] [ 18 ] |
| 2016    | Good People                 | cita a ciegas de Seok Ji-wan (cameo) | MBC   |                      |
| 2017    | The Rebel                   | Nan-hyang                            | MBC   |                      |
| 2017    | Return of Fortunate Bok     | Shin Ye-won / Shin Yoo-jin           |       | [ 19 ] [ 20 ]        |
| 2018    | Welcome to Waikiki          | Kwon Hye-jin (cameo, ep. 5)          | jTBC  |                      |
| 2018    | The Undateables             | Han Ye-ri                            | SBS   | [ 21 ] [ 22 ]        |
| 2019-20 | It's My Life                | Jung Jin-ah                          | KBS1  | [ 23 ]               |
| 2020-21 | My Wonderful Life           | Go Sang-ah                           |       |                      |
| 2022    | Today's Webtoon             | Ji Han-seul                          | SBS   | [ 24 ]               |

### Películas
| Año  | Título        | Personaje | Notas |
| ---- | ------------- | --------- | ----- |
| 2021 | A Way Station | Hye-sun   |       |

### Vídeos
| Año  | Título                        | Artista |
| ---- | ----------------------------- | ------- |
| 2010 | Raining (비오니까)            | Psy     |
| 2010 | You Know (알잖아)             | ko      |
| 2010 | Because of Woman (여자이니까) | ko      |